# Anóxia
Anoxia é a "ausência" de oxigênio, um agravante da hipóxia. Possui uma definição clara em medicina, assim como em biologia e ecologia.
Passa a considerar ANÓXIA ou ZONA DE MORTE, quando se atinge a altitude de 27000 Pés "limite crítico".   
Em medicina, relaciona-se com a ausência de oxigênio no cérebro, principalmente. Se for prolongada, pode resultar em lesão cerebral e levar o paciente a óbito. Este é um dos riscos ao nascimento e a principal causa de deficiências mentais nas crianças.
Pode derivar de um deficiente fornecimento de sangue, de condições atmosféricas (por exemplo. altitude elevada, ambientes fechados sem renovação de ar), de parada cardíaca ou respiratória.
Em caso de adultos, uma parada (Brasil)/paragem (Portugal) cardiorrespiratória pode acontecer em minutos, quase sempre sem sintomas aparentes antes do ataque, sendo confundida com epilepsia. Caso aconteça, deverá ser feito uma massagem cardíaca e desobstrução da via respiratória, pois o ataque quase sempre não chega a mais de 10 minutos, assim, sendo quase sempre muito tarde para ajuda de um profissional (médico).
Para evitar, consultas e exames periódicos são recomendados, prevenindo assim, possíveis ataques.
Anoxia na sua definição em biologia e ecologia, assim como em outras ciências ligadas aos seres vivos, pode referir-se à diminuição ou completa ausência de oxigênio em massas de água. Também pode ser provocada por cianobactérias em sistemas hídricos provocando a morte de peixes e invertebrados ai existentes. Uma das causas da elevação da quantidade de organismos como as cianobactérias pode ser a eutrofização por presença de fosfatos.
A anoxia é causa mais comum de degeneração hidrópica que é caracterizada pelo acúmulo de água no citoplasma, que se torna volumoso e pálido. A degeneração hidrópica ocorre em função do comprometimento da regulação do volume celular.